# Sistema autonomo (matematica)
In matematica, un sistema autonomo o equazione differenziale autonoma è un sistema di equazioni differenziali ordinarie che non dipendono esplicitamente dalla variabile indipendente. Sono utilizzati nello studio dei sistemi dinamici, dove la variabile indipendente è il tempo.

## Definizione
Un'equazione autonoma è un'equazione differenziale ordinaria del tipo:
{\displaystyle y'(t)=f(y(t))}
dove {\displaystyle f} è una funzione continua con derivata prima continua in tutto un intervallo {\displaystyle I\subset \mathbb {R} }, e che non dipende dalla variabile indipendente {\displaystyle t}. Se {\displaystyle y} è un vettore di {\displaystyle \mathbb {R} ^{n}} si ha un sistema autonomo, ovvero un sistema di equazioni differenziali ordinarie autonome:
{\displaystyle y'_{i}=f_{i}(y_{1},y_{2},\dots ,y_{n})\qquad i=1,\dots ,n}
Di particolare importanza sono i punti {\displaystyle x_{0}} tali per cui {\displaystyle f(x_{0})=0}, detti punti di equilibrio, ai quali corrisponde la soluzione costante {\displaystyle y=x_{0}}.
Un generico sistema di equazioni differenziali ordinarie (in cui {\displaystyle f} dipende da {\displaystyle t}):
{\displaystyle {\frac {d}{dt}}y(t)=f(y(t),t)}
può essere reso autonomo introducendo una nuova incognita {\displaystyle y_{n+1}=t}.

## Proprietà
Sia {\displaystyle x_{1}(t)} l'unica soluzione del problema ai valori iniziali per il sistema autonomo:
{\displaystyle {\frac {d}{dt}}x(t)=f(x(t))\qquad x(0)=x_{0}}
Allora {\displaystyle x_{2}(t)=x_{1}(t-t_{0})} è soluzione di:
{\displaystyle {\frac {d}{dt}}x(t)=f(x(t))\qquad x(t_{0})=x_{0}}
Infatti, ponendo {\displaystyle s=t-t_{0}} si ha {\displaystyle x_{1}(s)=x_{2}(t)} e {\displaystyle ds=dt}, sicché:
{\displaystyle {\frac {d}{dt}}x_{2}(t)={\frac {d}{dt}}x_{1}(t-t_{0})={\frac {d}{ds}}x_{1}(s)=f(x_{1}(s))=f(x_{2}(t))}
e la condizione iniziale è verificata:
{\displaystyle x_{2}(t_{0})=x_{1}(t_{0}-t_{0})=x_{1}(0)=x_{0}}
Inoltre, se {\displaystyle f(x_{0})=0} allora la funzione costante {\displaystyle x(t)=x_{0}} è una soluzione (come si verifica sostituendola nell'equazione, osservando che la sua derivata è nulla) che soddisfa la condizione iniziale {\displaystyle x(0)=x_{0}}. In particolare, un vettore {\displaystyle x_{0}\in I} tale che {\displaystyle x(t=t_{0})=x_{0}} è un punto di equilibrio per il sistema se e solo se {\displaystyle f(x_{0})=0}.

## Soluzioni
La soluzione formale di un sistema del primo ordine si ottiene scrivendo:
{\displaystyle {\frac {dy}{dt}}=f(y)}
da cui:
{\displaystyle {\frac {dy}{f(y)}}=dt}
Integrando si ottiene la soluzione generale:
{\displaystyle \int {\frac {1}{f(y)}}dy=\int dt=t+k}
dove {\displaystyle k} è una costante dipendente dalle condizioni iniziali. Più precisamente, grazie al fatto che l'integrale precedente è una funzione invertibile, si mostra che se {\displaystyle f} è definita su {\displaystyle I} e {\displaystyle x_{0}\in I} allora esistono un intorno di {\displaystyle x_{0}} ed un intorno di {\displaystyle t_{0}\in \mathbb {R} } tali per cui esiste almeno una soluzione {\displaystyle x} di {\displaystyle x'=f(x)} tale che {\displaystyle x(t_{0})=x_{0}}. Considerando pertanto il problema di Cauchy abbinato all'equazione autonoma {\displaystyle y(t_{0})=y_{0}}, se {\displaystyle f(y_{0})=0} allora la soluzione è costante ({\displaystyle y(t)=y_{0}}) mentre se {\displaystyle f(y_{0})\neq 0} la soluzione è data dall'integrale:
{\displaystyle \int _{y_{0}}^{y}{\frac {1}{f(z)}}dz=\int _{t_{0}}^{t}d\tau }
A partire dalle soluzioni si possono ricavare proprietà generali per l'equazione autonoma: se la funzione {\displaystyle f(y)} ha segno costante allora anche la derivata {\displaystyle y'} ha segno costante, cioè mantiene la monotonia. Ad esempio, Si consideri:
{\displaystyle y'(t)=ay\qquad a\neq 0}
Questa equazione ha una soluzione costante {\displaystyle y=0}. Le altre soluzioni sono crescenti se {\displaystyle at_{0}>0} e decrescenti se {\displaystyle at_{0}<0} e non si hanno punti di flesso. Un altro esempio semplice è l'equazione logistica.

### Secondo ordine
Per un'equazione autonoma del secondo ordine:
{\displaystyle {\frac {d^{2}x}{dt^{2}}}=f(x,x')}
si introduce la variabile:
{\displaystyle v={\frac {dx}{dt}}}
e si esprime la derivata seconda di {\displaystyle x}, sfruttando la regola della catena, come:
{\displaystyle {\frac {d^{2}x}{dt^{2}}}={\frac {dv}{dt}}={\frac {dx}{dt}}{\frac {dv}{dx}}=v{\frac {dv}{dx}}}
In questo modo l'equazione originale diventa:
{\displaystyle v{\frac {dv}{dx}}=f(x,v)}
che è un'equazione del primo ordine che non dipende esplicitamente da {\displaystyle t}. Risolvendola si ottiene {\displaystyle v} in funzione di {\displaystyle x}, e dalla definizione di {\displaystyle v} si ha:
{\displaystyle {\frac {dx}{dt}}=v(x)}
da cui:
{\displaystyle t+C=\int {\frac {dx}{v(x)}}}
che è la soluzione implicita.

## Soluzioni periodiche
Si consideri un sistema autonomo di due variabili con relativo problema di Cauchy:
{\displaystyle {\begin{cases}x'=f(x,y)\\y'=g(x,y)\end{cases}}}
Per stabilire se il sistema abbia soluzioni periodiche vale il criterio di Bendixon, il quale afferma che se il sistema ammette una soluzione periodica allora la divergenza del campo vettoriale:
{\displaystyle {\vec {F}}=\{f(x,y),g(x,y)\}}
non ha segno costante (anche se può essere nulla).

### Dimostrazione
La soluzione del sistema autonomo è una curva {\displaystyle C:x=\phi (t),y=\psi (t)}. Applicando il teorema della divergenza:
{\displaystyle \int _{C}{\vec {F}}\cdot {\vec {n}}ds=\iint _{\Sigma }div({\vec {F}})\ dx\ dy}
dove {\displaystyle {\vec {n}}} è il versore normale dato da:
{\displaystyle {\vec {n}}={\frac {\{g,-f\}}{\sqrt {\phi '(t)^{2}+\psi '(t)^{2}}}}}
Quindi l'integrale diventa:
{\displaystyle \int _{0}^{T}(fg-gf)dt=0}
dove {\displaystyle [0,T]} è il periodo della soluzione periodica. Questo significa che la divergenza assume:
{\displaystyle \iint _{\Sigma }div({\vec {F}})\ dx\ dy=0}
e quindi non può essere sempre positiva o sempre negativa, altrimenti non si potrebbe annullare.